# 築山殿

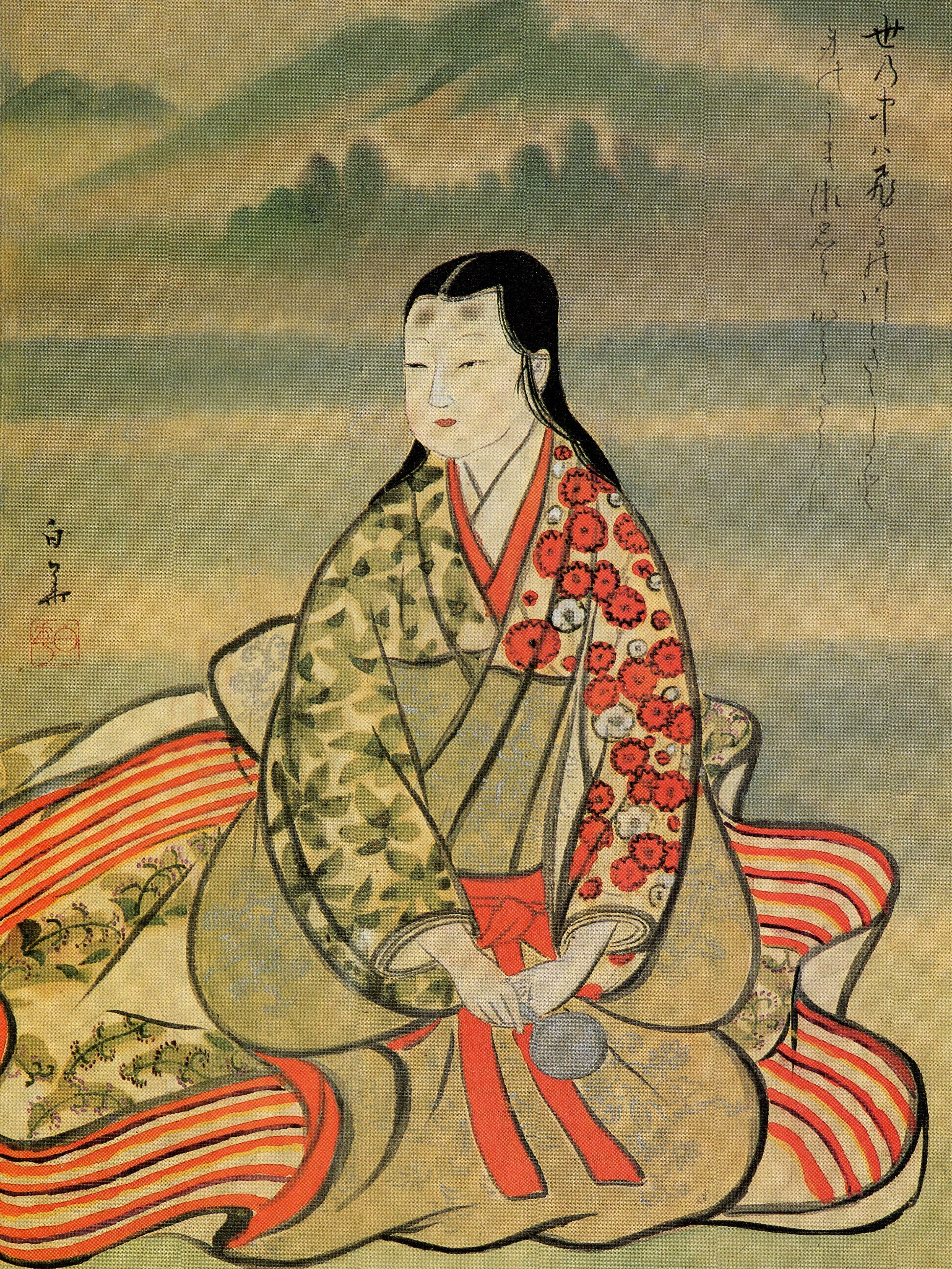
築山殿像

築山殿（1542年？—1579年），德川幕府初代將軍德川家康的正室。祖名瀨名，本名目前未考，一說別名鶴姬，依先祖家格出自遠江今川氏分家瀨名氏典故，為便於明確稱呼，現代遊戲泛稱為瀨名姬（瀨名の姬）。

## 生涯
瀨名姬出生於駿河國今川館（駿府城），生年不確定，主要說法是與家康同為天文十一年（1542年），也有說她年長家康三歲或八至九歲。弘治三年（1557年）十五歲的瀨名姬嫁給剛元服但爲今川氏人質的松平元信（家康）。兩年後的永祿二年（1559年），瀨名姬生下長子信康，翌年，永祿三年（1560年），生下長女龜姬。由此看來，夫妻起初應該算是和睦。
長女龜姬誕生的同一年，瀨名姬的舅父今川義元揮軍上洛。但是，大軍行至尾張田樂桶狹間時，遭到清洲城城主織田信長的突襲，史稱桶狹間之戰。此戰使今川義元在突襲下身亡、今川大軍則潰散。義元去世後，義元的嫡長子今川氏真繼承家督，但今川家從此逐漸衰退。
戰後家康逕自回到三河的岡崎城，脫離了今川家的支配。氏真對家康的叛變十分憤怒，軟禁待在今川領地瀨名姬母子三人。永祿五年（1562年），家康與信長同盟（清洲同盟），正式與今川家斷絕關係，瀨名姬的父親關口親永受到憤怒的氏真追究責任，最後與正室一起自殺。一般認為是這起事件使家康和瀨名姬的關係生變。同年，家康攻伐上鄉城，並以上鄉城城主鵜殿長照的遺孤氏長、氏次（祖母為今川義元之妹）做為人質交換瀨名姬、信康和龜姬，母子三人總算才來到家康的根據地岡崎。不過由於家康母親於大之方的命令，瀨名姬並未獲允進入岡崎城，而是在菅生川的惣持尼寺過著形同獨居的生活。
永祿十年（1567年），在家康和信長的安排下，八歲的信康娶同年的信長之女德姬為妻。出生於名門今川氏的築山十分看輕新崛起的織田氏，再加上織田信長殺害了築山的舅父今川義元，由此兩人的關係相當不睦。而即使信康已經成親，築山也還是住在城外。元龜元年（1570年），家康將本城遷往濱松城，將岡崎城讓給信康，築山這才進入岡崎城，未隨同家康前往濱松城。
天正四年（1576年），德姬生下信康的長女登久姬，隔年生下次女熊姬。德姬一直沒有生下兒子，擔憂的築山安排原武田氏家臣，現為德川家家臣的淺原昌時之女成為信康的側室。天正七年（1579年），由於築山有疏離信康夫妻的讒言，加上築山私通唐人醫師減敬，並且密通武田家，德姬於是寫了築山和信康的十二條罪狀給父親信長，信長便命令家康處死築山和信康。
在家康的命令之下，同年八月二十九日，築山在小藪村遭到家臣野中重政殺害，得年三十七歲，死後首級送到織田信長處檢驗。九月十五日，信康於遠江國二俁城切腹自盡，時年二十一歲。不過近年來，有下令殺害築山母子的並非織田信長，而是德川家內部決定的考據。
築山的墓所在濱松市的西來院，首塚則在岡崎市的八柱神社，法號清池院殿潭月秋天大禪定法尼。

### 軼聞傳說
本為今川家分家一門眾重臣關口親永(瀨名義廣)之女，以今川義元的義女名份，嫁給當時仍名稱松平元康的家康為正室，強化今川家與松平家的主從關係。今川義元身亡後，元康趁今川家衰退而獨立，親父關口親永因此受今川氏真問罪，最後被迫切腹自盡，與年幼的子女一同被軟禁，直到家康以交換人質方式贖回築山殿母子三人。
由於長年閉居於岡崎城外的築山一段時間，史稱她為築山殿或築山御前。父親為清和源氏今川家一族瀨名家的關口親永，母親今川義元的妹妹。但有一說在《井伊年譜》寫到瀨名的母親佐名是井伊直平的女兒，是以今川義元的養妹而嫁給關口親永，瀨名姬是今川義元的外甥女。築山殿也是井伊直虎的表嬸。日本江戶時代前後時期的古書中對其評價很低，多半以傲慢、嫉妬、惡質、孤僻和邪佞等負面評價為主，但可能與松平家對於臣服於今川家的經歷視為恥辱，加上出於與織田家同盟關係考量，家康以疏遠避嫌方式對待築山殿。
築山殿的曾祖父為瀬名一秀（今川貞延（堀越貞延）的長男），因搬至駿河國庵原郡瀬名村，故改苗字為瀨名，祖父為瀬名陸奧守氏貞，父親過繼給同為今川氏的關口氏緣作養子。父親諱氏興、義広、氏広，花倉之亂加入太原雪齋一方幫助今川義元奪下家督位置，因而駐守駿府重要的防禦據點持船城，以「走訪婚」方式於駿府生下築山殿。
與織田信長之女德姬的婆媳關係矛盾，傳說可能因為德姬與信康只生出兩位女兒，遲遲未生出男丁，使得築山未徵詢德姬意見，擅自安排曾為武田家臣的淺原昌時與日向時昌的兩位女兒做為信康側室，使身為信康正室的德姬不滿築山殿的安排，後來以密信向父親告發懷疑信康與築山殿與武田家派來的密使通敵，引來信長向家康問責，家康出於維繫與織田的同盟，下令刺殺築山殿、使信康自盡。

## 登場作品
影視劇
- 利家與松～加賀百萬石物語～（2002年、NHK大河劇、演：土田利香）
- 江～公主們的戰國～（2011年、NHK大河劇、演：麻乃佳世）
- 女城主直虎（2017年、NHK大河劇、演：丹羽聖羅(幼年)）
- 女城主直虎（2017年、NHK大河劇、演：菜菜緒）
- 麒麟來了（2020年、NHK大河劇、演：小野百合子）
- 怎麼辦家康（2023年、NHK大河劇、演：有村架纯）

電子游戲
- 戰國無雙5（2021年、聲優：照井春佳）